# براين ديفيس (كرة سلة)
براين ديفيس (بالإنجليزية: Brian Davis)‏ مواليد 21 يونيو 1970 في اتلانتيك سيتي، هو لاعب كرة سلة أمريكي معتزل. بدأ مسيرته الاحترافية في سنة 1992. تم اختياره من قبل فريق فينيكس صنز خلال الدرافت. حمل الرقم 23. يبلغ طوله 6 قدم 7 بوصة (2.0 م). حقق المركز الثاني في دورة الألعاب الأمريكية 1995. اعتزل اللعب في 2000.

## الميداليات
| الميدالية | المسابقة                    |
| --------- | --------------------------- |
| فضية      | دورة الألعاب الأمريكية 1995 |

## روابط خارجية
- براين ديفيس على موقع إن بي أي (الإنجليزية)
- براين ديفيس على موقع سبورتس رفرنس (الإنجليزية)
- براين ديفيس على موقع كرة السلة الأوروبية.كوم (الإنجليزية)
- براين ديفيس على موقع كلية كرة السلة في سبورتس رفرنس.كوم (الإنجليزية)
- براين ديفيس على موقع ريلجم (الإنجليزية)
- براين ديفيس على موقع بروبوليرز (الإنجليزية)